# Unité urbaine de Maussane-les-Alpilles
L'unité urbaine de Maussane-les-Alpilles est une unité urbaine française centrée sur la ville de Maussane-les-Alpilles, dans le département des Bouches-du-Rhône.

## Données générales
En 2010, selon l'Insee, l'unité urbaine était composée de deux communes.
En 2020, à la suite d'un nouveau zonage, elle est composée des deux mêmes communes.
En 2022, elle compte 4 577 habitants et sa densité de population s'élève à 94 hab/km2.

## Composition de l'unité urbaine en 2020
Elle est composée des deux communes suivantes :
| Nom                                  | Code Insee | Département      | Statut       | Superficie (km2) | Population (dernière pop. légale) | Densité (hab./km2) | Modifier                                    |
| ------------------------------------ | ---------- | ---------------- | ------------ | ---------------- | --------------------------------- | ------------------ | ------------------------------------------- |
| Maussane-les-Alpilles (ville-centre) | 13058      | Bouches-du-Rhône | ville-centre | 31,60            | 2 396 (2022)                      | 76                 | modifier les données · modifier les données |
| Paradou                              | 13068      | Bouches-du-Rhône | banlieue     | 16,15            | 2 181 (2022)                      | 135                | modifier les données · modifier les données |

## Évolution démographique
| 1968  | 1975  | 1982  | 1990  | 1999  | 2009  | 2014  | 2020  |
| ----- | ----- | ----- | ----- | ----- | ----- | ----- | ----- |
| 1 777 | 1 992 | 2 323 | 2 812 | 3 135 | 3 433 | 4 056 | 4 541 |

#### Données générales
- Unité urbaine
- Aire d'attraction d'une ville
- Aire urbaine (France)
- Liste des unités urbaines de France

#### Données démographiques en rapport avec l'unité urbaine de Maussane-les-Alpilles
- Aire d'attraction d'Arles
- Arrondissement d'Arles

#### Données démographiques en rapport avec les Bouches-du-Rhône
- Démographie des Bouches-du-Rhône